# Karamojong (langue)
Pour les articles homonymes, voir Karamojong.

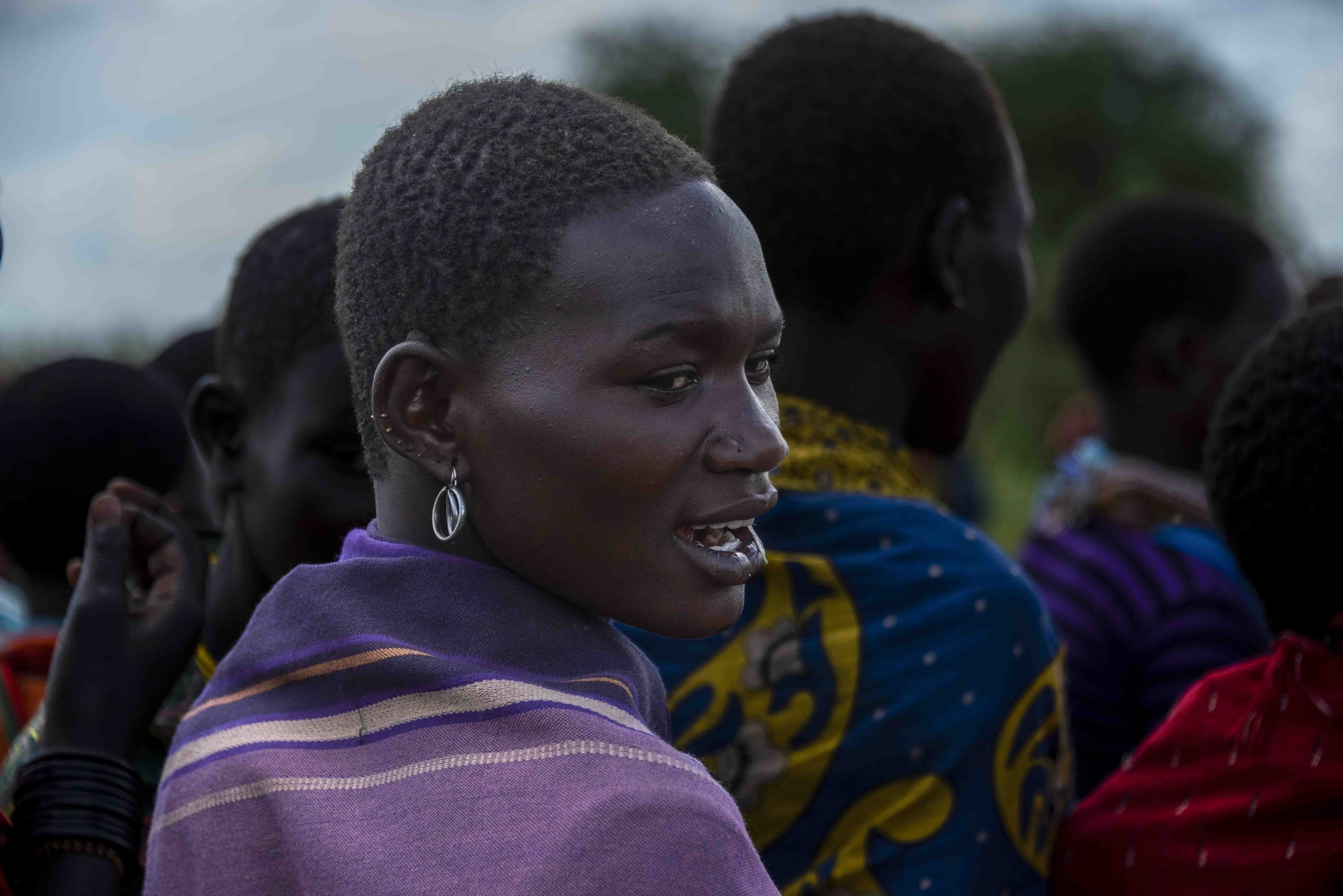
Femme Karamojong en Ouganda

Le karamojong est une langue nilo-saharienne de la branche des langues nilotiques parlée dans l'Est et le Nord-Est de l'Ouganda par les Karamojong.
Les locuteurs se désignent eux-mêmes par le nom de ŋiKarimɔjɔŋ et appellent la langue ŋaKarimɔjɔŋ. Le pays des Karimojong est nommé Karimɔjɔŋ.

## Classification
Le karimojong est une langue nilo-saharienne classée dans le sous-groupe oriental des langues nilotiques.

## Écriture
Le karimojong a été écrit avec différentes orthographes. Dans certains ouvrages la distinction entre les voyelles « lourdes » et les voyelles « légères » n’est pas faite utilisant uniquement les lettres ‹ a e i o u ›.
L’orthographe de utilisé par USAID et le ministère de l’Éducation de l’Ouganda fait la distinction entre ‹ ɛ ɨ ɔ ʉ › et ‹ e i o u ›, mais utilisant uniquement ‹ a ›.
| a | b  | c | d | e | ɛ | g | i | ɨ | j | k | l | m |
| n | ny | ŋ | o | ɔ | p | r | s | t | u | ʉ | w | y |

Les voyelles dévoisées sont indiquées avec un trait sous la lettre : ‹ a̱ e̱ ɛ̱ i̱ ɨ̱ o̱ ɔ̱ u̱ ʉ̱ ›.

## Phonologie
Les tableaux présentent les voyelles et les consonnes du karimojong.

### Voyelles
|         | Antérieure        | Centrale | Postérieure |
| ------- | ----------------- | -------- | ----------- |
| Fermée  | i [i] ü [y] ɪ [ɪ] | ö̠ [ö̠]    | u [u] ʊ [ʊ] |
| Moyenne | e [e] ɛ [ɛ]       |          | o [o] ɔ [ɔ] |
| Ouverte | æ [æ] a [a]       |          | ɑ [ɑ]       |

### Deux types de voyelles
Le karimojong, comme de nombreuses langues nilo-sahariennes, différencie les voyelles selon leur lieu d'articulation. Elles sont soit prononcées avec l'avancement de la racine de la langue, soit avec la rétraction de la racine de la langue. Novelli utilise la terminologie de voyelles tendues et lâches.
Les voyelles lâches sont [ɪ], [ɛ], [ɔ], [ɑ], [ʊ], [æ].

Les voyelles tendues sont [i], [e], [o], [a], [u].  

### Consonnes
|              |              | Labiales | Dentales | Alvéolaires | Latérales | Dorsales | Dorsales |
| ------------ | ------------ | -------- | -------- | ----------- | --------- | -------- | -------- |
| Palatales    | Vélaires     | Labiales | Dentales | Alvéolaires | Latérales |          |          |
| Occlusives   | Sourde       | p [p]    | t [t]    |             |           |          | k [k]    |
| Occlusives   | Sonore       | b [b]    | d [d]    |             |           |          | g [g]    |
| Fricative    | Fricative    |          | z [ð]    | s [s]       |           |          |          |
| Affriquée    | Sourde       |          |          |             |           | c [ t͡ʃ ] |          |
| Affriquée    | Sonore       |          |          |             |           | j [ d͡ʒ]  |          |
| Nasale       | Nasale       | m [m]    |          | n [n]       |           | ɲ [ ɲ]   | ŋ [ŋ]    |
| liquide      | liquide      |          |          | r [r]       | l [l]     |          |          |
| Semi-voyelle | Semi-voyelle | w [w]    |          |             |           | y [ j]   |          |

### Une langue tonale
Le karimojong est une langue tonale.